# فالستر
فالستر (دانمارکی: Falster) یک جزیره در جنوب شرقی دانمارک و در دریای آدریاتیک است.این جزیره ۴۸۶٬۲ کیلومترمربع مساحت و ۴۳٬۳۹۸ نفر (بر اساس آمار سال ۲۰۱۰) جمعیت دارد.

## نگارخانه

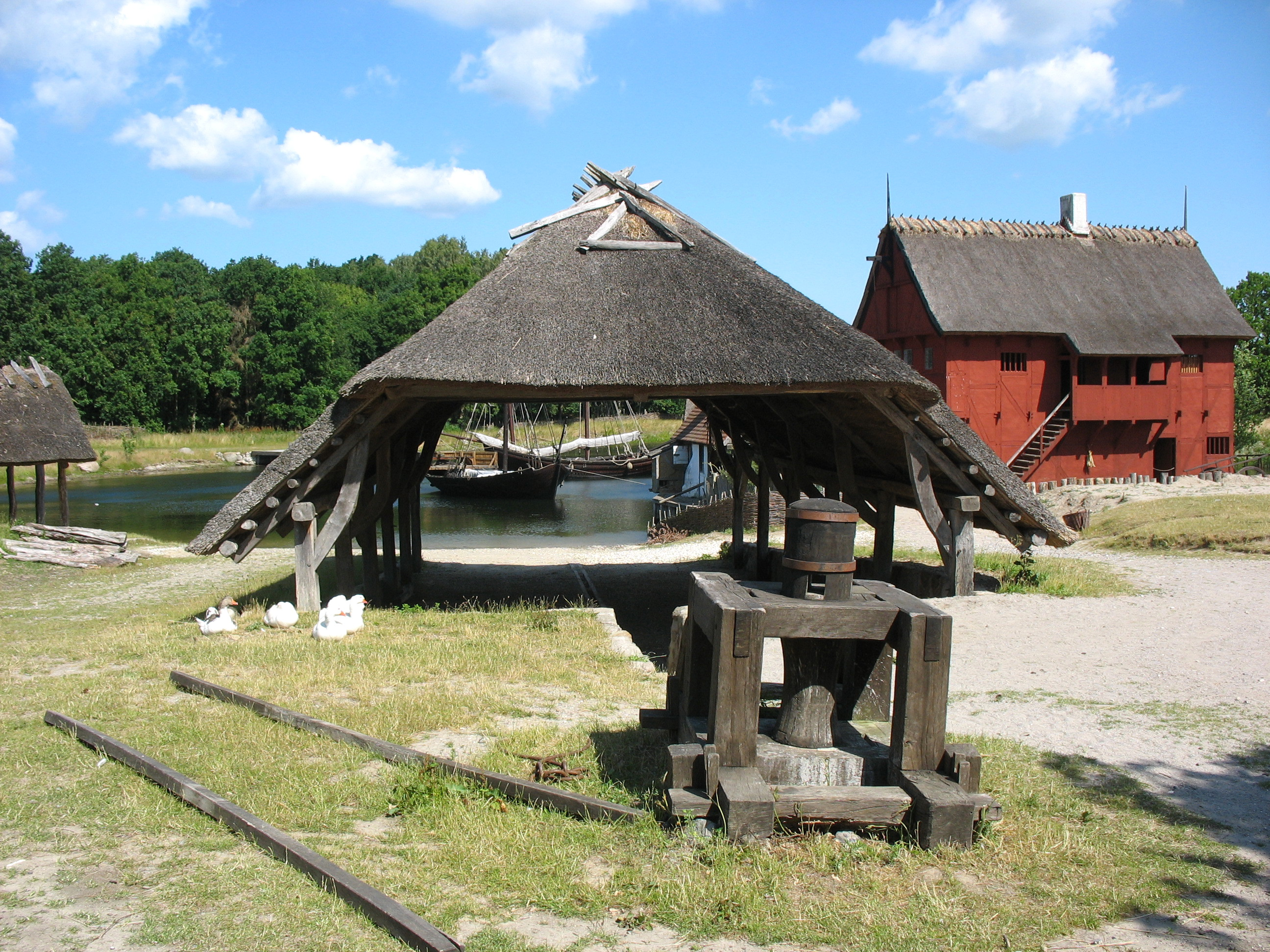
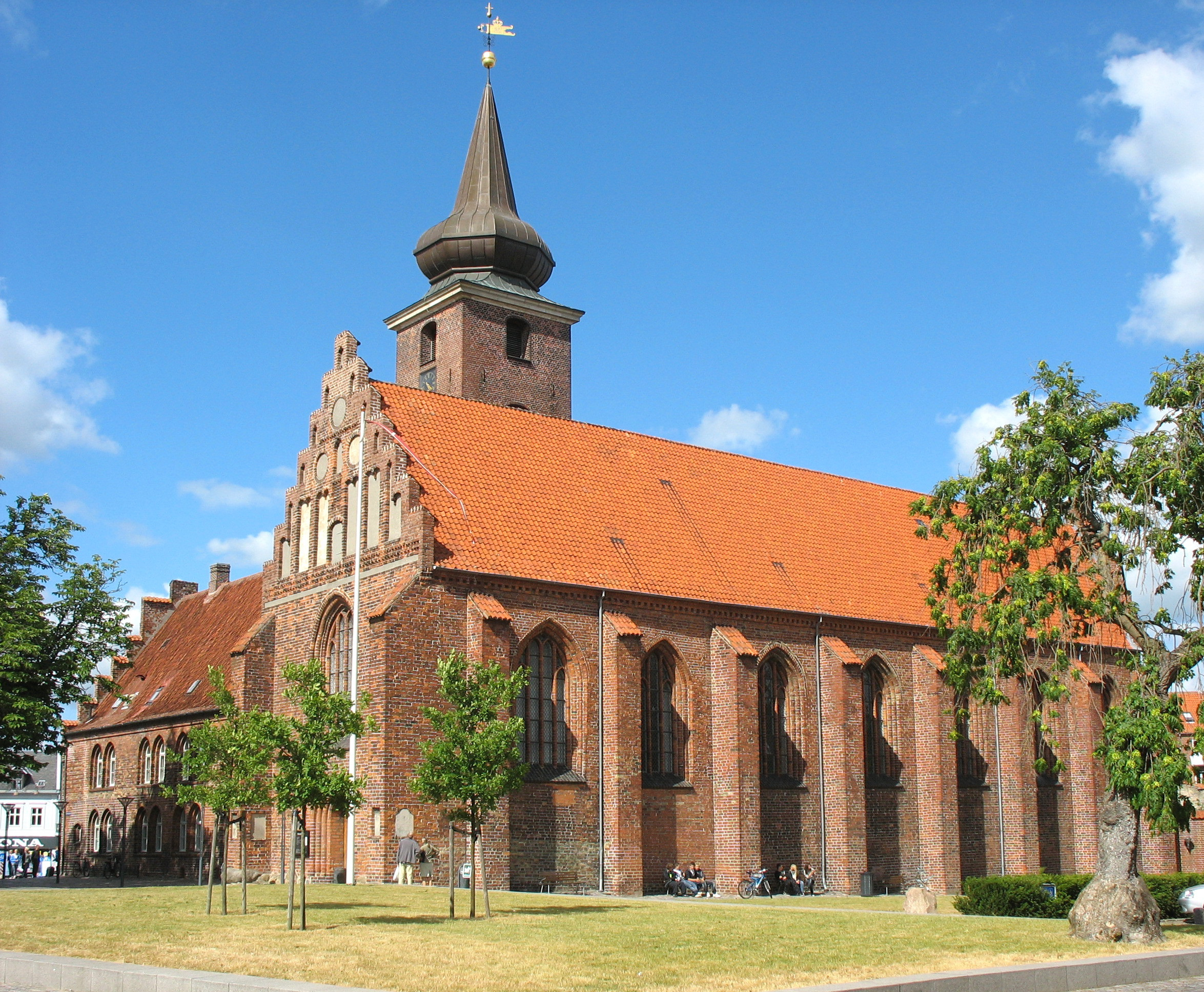
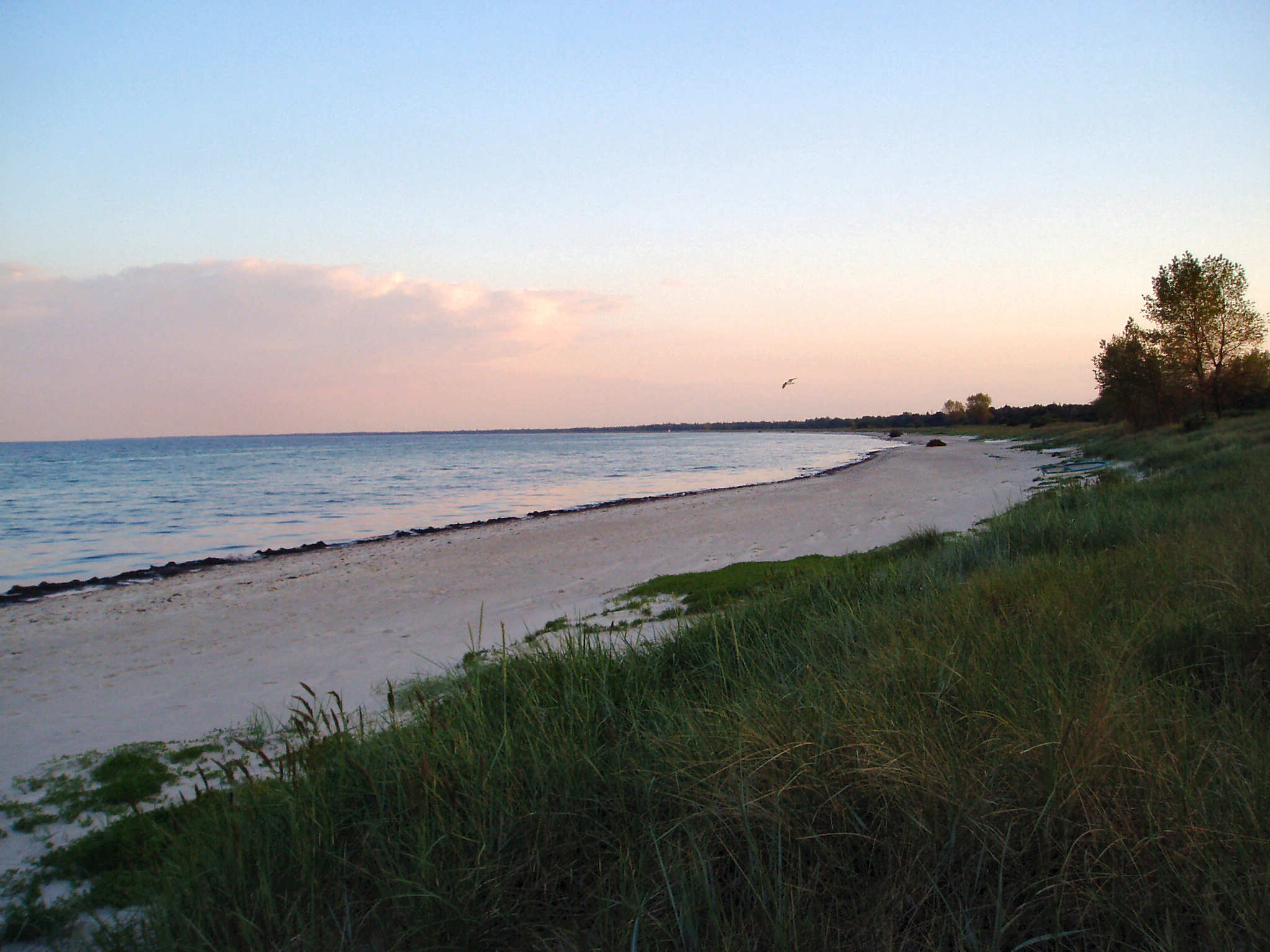
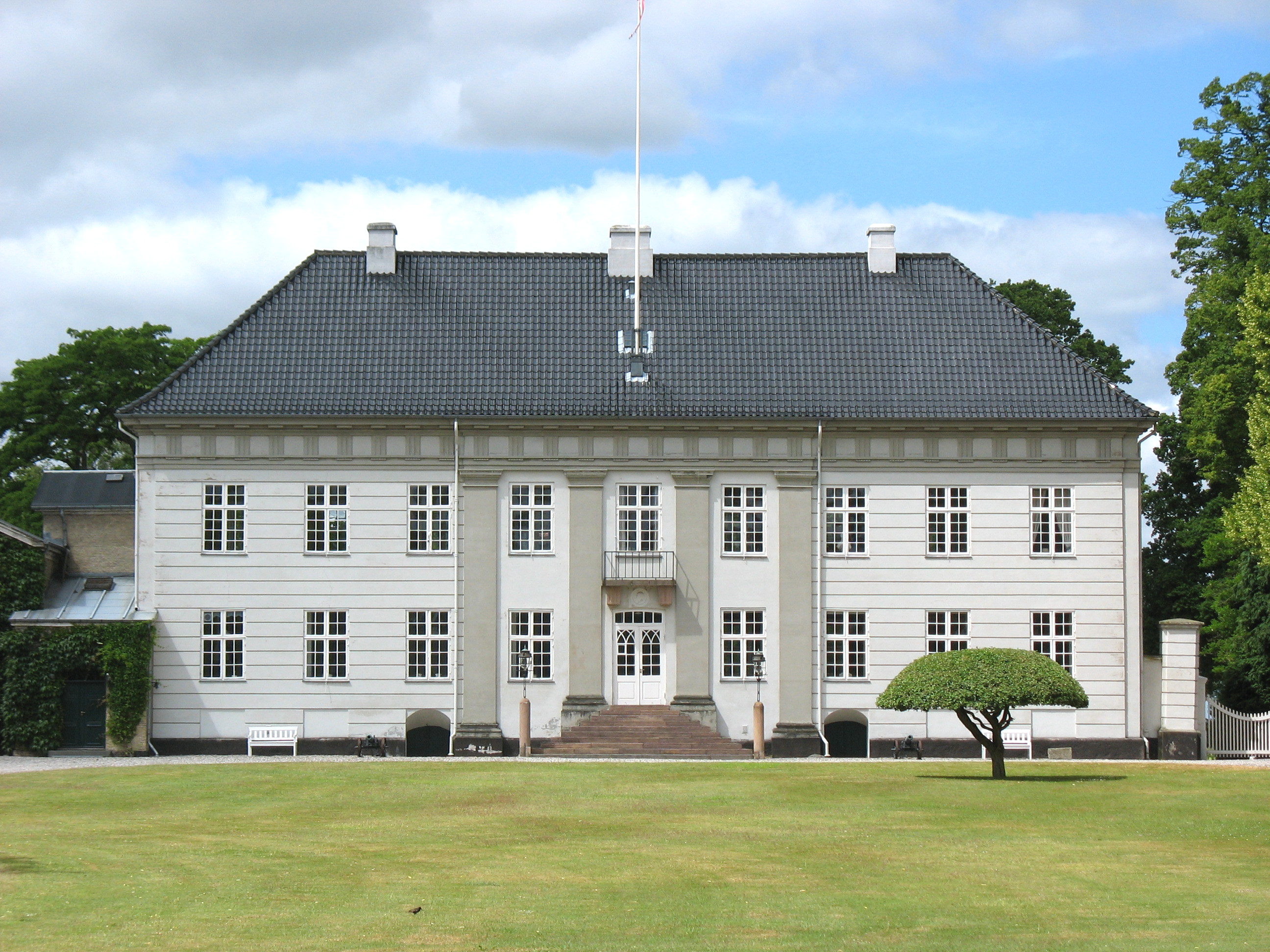